# Mijazava Kendzsi
Mijazava Kendzsi (japánul: 宮沢 賢治, Hepburn-átírással: Miyazawa Kenji) (Hanamaki, 1896. augusztus 27. – Hanamaki, 1933. szeptember 21.) japán költő és meseíró.

## Élete
Az észak-japán Ivate prefektúrabeli Hanamaki faluban született, hithű buddhista zálogoscsaládba. Rövid tokiói tartózkodásokat leszámítva élete végéig ezen a vidéken maradt. 1918-ban kitűnő minősítéssel végezte el a Morioka Mezőgazdasági és Erdészeti Főiskolát. Apjával már korán összekülönbözött az általa megvetett zálogosüzlet miatt, és azért is, mert a dzsódo sin szekta hitéről hiába próbálta a harcosabb nicsiren hitre téríteni, ezért elsőszülöttségi jogáról is lemondott. 1921-ben pár hónapot Tokióban töltött, ahol még jobban elmélyedt a nicsiren szekta tanaiban, de szeretett húga betegeskedésének, majd halálának hírére visszatért a faluba. Tanári állást vállalt a környékbeli mezőgazdasági középiskolában, s 1924-ben saját költségén kiadatta első mesegyűjteményét (Csúmon no ói rjóriten, „A sokfogásos vendéglő”) és első verseskötetének első változatát (Haru to sura, „A tavasz és az aszurák”). Anyagi sikert egyik sem hozott neki, és pályatársai közül is csak kevesen figyeltek fel rájuk, életművét leginkább az utókor fedezte fel. 1926-tól egészen haláláig a szegényparasztok életkörülményeinek javításával volt elfoglalva, s egyre rosszabbodó mellhártyagyulladásával küszködött. Tuberkulózisban halt meg, mint oly sok japán kortársa, 1933. szeptember 21-én.

## Művészete
Tehetséges, sokoldalú művész volt, aki szinte eggyé vált a földdel és azokkal, akik abból éltek. Sok gyerekmesét írt, részben oktató célzattal, ezek közül legismertebb a Ginga tecudó no joru („Éjszakai vonat a csillagokhoz”, 1927). Diákjai színjátszókörének több rövid színpadi darabot is szerzett, de legjelentősebbek az azóta sok nyelvre lefordított, a japán vidék iránti szenvedélyes szeretetét tanúsító versei. Költeményeinek többsége tanka, illetve csóka (tradicionális japán hosszú vers), legérettebb gyűjteménye mégis a mintegy 400 nyugati típusú szabadverset tartalmazó A tavasz és az aszurák (melynek 2., 3. és 4. része posztumusz jelent meg). Ezek a fenti témáin kívül tükrözik mély buddhista hitét is, elszántságát, hogy élethossziglani nőtlenséggel, az anyagi javakról való lemondással, az önmegtagadás és a szolgálat jegyében leélt élettel tegyen eleget a karma rendelésének. Iróniát sem nélkülöző költészete fájdalmakkal és szenvedélyekkel, kudarcokkal és diadalokkal teli spirituális utat énekel meg. A költő az ég, a felhők, a hó, a hegyek és a növények örök megújulását és örömét ünnepli, vagy éppen szavaszegetten áll a villámlástól és zivatartól tönkretett rizsmezőn.
A tomboló, a keserű düh

április légköri rétegmélyeibe csap fel,

oda és vissza, hogy foga csikordul belé:

Én... vagyok... Aszura.

## Emlékezete
Az azóta várossá nőtt Hanamakiban halálának 50. évfordulóján megnyílt a Mijazava Kendzsi Emlékmúzeum, születésének 100. évfordulóján pedig bemutatták az életét ábrázoló animét Ihatóbu genszó: Kendzsi no haru („Ivatei fantázia: Kendzsi tavasza”) címmel. Korábban, 1985-ben ugyancsak anime készült az Éjszakai vonat a csillagokhoz című mesegyűjteményéből. 2023-ban Ginga tetsudô no chichi (Father of the Milky Way Railroad) című életrajzi film jelent meg róla, melyet a Japán Film Festival Online 2024 keretein belül két hétig ingyen lehetett megnézni, számos nyelven (többek között magyarul is) készítettek hozzá feliratot.

## Magyarul
- Az esti héja csillagképe. Japán mese; ford., ill. Higashiguchi Shaari; Gabbiano Print, Bp., 2015
- Akutagava Rjúnoszuke – Mijazava Kendzsi – Niimi Nankicsi – Simazaki Tószon: A Nametoko medve – Válogatás a Meidzsi, a Taiso és a Sóva korszak gyermekirodalmából, ford.: Schönau Beatrix, Primo Kiadó, Budapest, 1992. ISBN 9637838872